# جام اتحادیه باشگاه‌های فرانسه
جام اتحادیه باشگاه‌های فرانسه (به فرانسوی: Coupe de la Ligue) یک رقابت حذفی در فوتبال فرانسه است که توسط لیگ فوتبال حرفه‌ای فرانسه برگزار می‌شود. این مسابقات در سال ۱۹۹۳ تأسیس شد و برخلاف جام حذفی فوتبال فرانسه، فقط برای باشگاه‌های حرفه‌ای در فرانسه که در سه بخش برتر فوتبال کشور بازی می‌کنند، باز است.
تیم پاریس سن ژرمن با ۹ قهرمانی ، پرافتخارترین باشگاه در این تورنمنت است.
این مسابقات از سال ۲۰۲۰ با ورورد کووید۱۹ ویروس کرونا دیگر برگزار نمی شود.